# Ruta Estatal de California 58
La Ruta Estatal de California 58, y abreviada SR 58 (en inglés: California State Route 58) es una carretera estatal estadounidense ubicada en el estado de California. La carretera inicia en el Oeste desde la US 101     en Santa Margarita hacia el Este en la I 15     en Barstow. La carretera tiene una longitud de 387,8 km (241 mi).

## Mantenimiento
Al igual que las autopistas interestatales, y las rutas federales y el resto de carreteras estatales, la Ruta Estatal de California 58 es administrada y mantenida por el Departamento de Transporte de California por sus siglas en inglés Caltrans.

## Cruces
La Ruta Estatal de California 58 es atravesada principalmente por la  I 5  cerca de Buttonwillow
 SR 99  en Bakersfield
 SR 14  cerca de Mojave
 US 395  cerca de Kramer Jct.